# World Armwrestling Federation
Die World Armwrestling Federation (WAF) ist ein 1977 gegründeter internationaler Dachverband nationaler und regionaler Armwrestlingverbände. 2020 hat sie Mitglieder aus 82 Ländern. Sie ist damit der größte Dachverband des Armwrestling und Teil der Global Association of International Sports Federations. Die WAF ist WADA-Code konform. Sie organisiert jährlich die World Armwrestling Championships.

## Mitglieder
| Verband                      | Kontinent   | Webseite                               |
| ---------------------------- | ----------- | -------------------------------------- |
| Afghanistan                  | Asien       | N/A                                    |
| Ägypten                      | Afrika      | N/A                                    |
| Albanien                     | Europa      | N/A                                    |
| Argentinien                  | Südamerika  | https://www.luchadebrazos.com/         |
| Armenien                     | Europa      | N/A                                    |
| Aserbaidschan                | Europa      | http://aqgf.az/                        |
| Australien                   | Ozeanien    | http://www.armwrestlingaustralia.com/  |
| Belgien                      | Europa      | N/A                                    |
| Bolivien                     | Südamerika  | N/A                                    |
| Bosnien und Herzegowina      | Europa      | N/A                                    |
| Brasilien                    | Südamerika  | http://cblbh.com.br/                   |
| Bulgarien                    | Europa      | http://www.armfight.com/               |
| Chile                        | Südamerika  | N/A                                    |
| Volksrepublik China          | Asien       | N/A                                    |
| Dänemark                     | Europa      | N/A                                    |
| Deutschland                  | Europa      | http://armwrestling.de/                |
| Dominikanische Republik      | Nordamerika | N/A                                    |
| Estland                      | Europa      | http://www.armwrestling.ee/            |
| Finnland                     | Europa      | http://www.skvl.net/                   |
| Frankreich                   | Europa      | N/A                                    |
| Georgien                     | Europa      | N/A                                    |
| Ghana                        | Afrika      | http://armwrestlinggh.com/             |
| Griechenland                 | Europa      | N/A                                    |
| Grönland                     | Europa      | N/A                                    |
| Indien                       | Asien       | http://indianarmwrestling.in/          |
| Indonesien                   | Asien       | N/A                                    |
| Irak                         | Asien       | N/A                                    |
| Iran                         | Asien       | N/A                                    |
| Island                       | Europa      | N/A                                    |
| Israel                       | Europa      | http://www.powerhand.co.il/            |
| Italien                      | Europa      | http://www.bracciodiferroitalia.it/    |
| Japan                        | Asien       | http://www.japan-arm.jp/               |
| Kamerun                      | Afrika      | N/A                                    |
| Kanada                       | Nordamerika | http://www.cawf.ca/                    |
| Kasachstan                   | Asien       | N/A                                    |
| Kirgisistan                  | Asien       | N/A                                    |
| Kolumbien                    | Südamerika  | N/A                                    |
| Kroatien                     | Europa      | http://obaranje-ruke.hr/               |
| Lettland                     | Europa      | http://armwrestling.lv/                |
| Libanon                      | Europa      | N/A                                    |
| Litauen                      | Europa      | N/A                                    |
| Malaysia                     | Asien       | N/A                                    |
| Mali                         | Afrika      | N/A                                    |
| Marokko                      | Afrika      | N/A                                    |
| Mexiko                       | Nordamerika | N/A                                    |
| Moldau                       | Europa      | N/A                                    |
| Mongolei                     | Asien       | N/A                                    |
| Nepal                        | Asien       | N/A                                    |
| Neuseeland                   | Ozeanien    | http://www.nzarmwrestling.co.nz/       |
| Niederlande                  | Europa      | N/A                                    |
| Nigeria                      | Afrika      | http://www.nigeriaarmwrestlingngr.org. |
| Norwegen                     | Europa      | http://www.bryting.no/handbak/         |
| Österreich                   | Europa      | N/A                                    |
| Pakistan                     | Asien       | http://www.paffederation.com/          |
| Palästina                    | Asien       | N/A                                    |
| Polen                        | Europa      | N/A                                    |
| Rumänien                     | Europa      | http://www.bratdefier.ro/              |
| Russland                     | Europa      | https://armwrestling-rus.ru/           |
| Schottland                   | Europa      | N/A                                    |
| Schweden                     | Europa      | N/A                                    |
| Schweiz                      | Europa      | http://www.armsport.ch                 |
| Serbien                      | Europa      | N/A                                    |
| Singapur                     | Asien       | N/A                                    |
| Slowakei                     | Europa      | http://armsport.sk/                    |
| Spanien                      | Europa      | N/A                                    |
| Südafrika                    | Afrika      | N/A                                    |
| Südkorea                     | Asien       | http://armwrestling.kr/                |
| Syrien                       | Asien       | N/A                                    |
| Tadschikistan                | Asien       | N/A                                    |
| Taiwan                       | Asien       | https://www.facebook.com/Ironauditt18  |
| Tschechien                   | Europa      | http://www.armwrestling.cz/            |
| Tunesien                     | Afrika      | N/A                                    |
| Türkei                       | Europa      | http://www.tvgfbf.com/tr               |
| Turkmenistan                 | Asien       | N/A                                    |
| Uganda                       | Afrika      | N/A                                    |
| Ukraine                      | Europa      | http://www.armsport.com.ua             |
| Ungarn                       | Europa      | http://magyarszkander.hu/              |
| Usbekistan                   | Asien       | N/A                                    |
| Vereinigte Arabische Emirate | Asien       | N/A                                    |
| Vereinigte Staaten           | Nordamerika | http://www.theusaf.com                 |
| Vereinigtes Königreich       | Europa      | http://armwrestling.co.uk/             |
| Belarus                      | Europa      | N/A                                    |